# Pseudohyaleucerea
Pseudohyaleucerea is een geslacht van vlinders van de familie spinneruilen (Erebidae), uit de onderfamilie Arctiinae.

## Soorten
- P. absona Draudt, 1915
- P. bartschi Schaus, 1928
- P. melanthus Stoll, 1782
- P. minima Grote, 1867
- P. naenia Druce, 1884
- P. nigrozona Schaus, 1905
- P. picta Schaus, 1894
- P. romani Bryk, 1953
- P. sanguiceps Hampson, 1898
- P. sithon Druce, 1884
- P. splendens Druce, 1888
- P. translucida Dognin, 1890
- P. trigutta Walker, 1854